# フラガのフェリペ4世の肖像
『フラガのフェリペ4世の肖像』（フラガのフェリペよんせいのしょうぞう、西: Felipe IV en Fraga、英: Portrait of Philip IV in Fraga）は、スペインのバロック絵画の巨匠ディエゴ・ベラスケスがキャンバス上に油彩で制作した絵画で、フェリペ4世の半身像を表している。フェリペ4世は「アラゴン遠征」の一環として宮廷をフラガに移し、フランスが収穫人戦争中に占領していたリェイダを回復したが、本作はフェリペ4世にフラガまで同行していたベラスケスが1644年6月に3日間で描いたものである。その後、絵画はパルマ公フィリッポ1世に贈られ、1748年にスペインを去ったフィリッポ1世が携行していった。1911年に購入されて以来、作品はニューヨークのフリック・コレクションに展示されている。

## 歴史
本作は、ほぼ確実にアントニオ・パロミーノが言及している自然らしく描かれた王の絵画と同じもので、「彼がリェイダに入った時のように、指揮棒を持ち、紅色のフラシ天 (ビロードの一種) の服を纏い、非常に優美な雰囲気、非常な優雅さと威厳を持っているので、別の生きているフェリペのように見えた」。
この肖像画が描かれた状況については、現存する制作費用の記述により多くのことがわかっている。そうした費用として、王がポーズを取ることになった玉座室に2つの窓を設けるための石工費用、ベラスケスが制作工房として使った、老朽化していた場所の改修費などがあった。本作を描きながら、ベラスケスは別の絵画も制作していたが、それは「エル・プリーモ」として知られる『ディエゴ・デ・アセド』であった。この作品は6月にマドリードに送られたが、現在プラド美術館にある同題名作とは別の作品であったようである。
作品は6月末までに完成し、フェリペ4世の妃イサベル・デ・ボルボンに送られた後、彼女は作品の公開を命じた。ホセ・ぺリセール (José Pellicer) は、自身の『歴史通達 (Avisos históricos) 』で、1644年8月16日に王が「戦場にいる時と同じように」赤色と銀色の服を纏って描かれた絵画がサン・マルティン教会で「金糸で刺繍された天蓋の下で」展示され、「多くの人々がそれを見にやってきて、その複製が制作されている」と述べた。実際、絵画は、フェリペ4世が教会内で座る予定だった位置に彼の代理として置かれたのであった。

## 作品
作品中のフェリペ4世は、右手に指揮棒、左手に黒色の軍帽を持ち、自身と活力にあふれて最も勇ましい。オリバーレス伯公爵ガスパール・デ・グスマンの失脚後、心の友としてフェリペを激励し続ける修道女マリア・デ・アグレーダとフラガに旅行中に出会い、力づけられた結果であろうか。ベラスケスは、そうしたフェリペを簡略な筆致で陰りのない画像に高めている。朱色と銀灰色が圧倒的であるが、この銀灰色の効果は白色と灰色を斑状に交互に並置することで達成されている。粗い筆致は、離れて見た時の視覚的効果を意識したものである。
美術史家のジョナサン・ブラウンは、ベラスケスが本作の構図において1636年からマドリードにあったアンソニー・ヴァン・ダイクの『フェルナンド・デ・アウストリア枢機卿』に触発されている可能性があると提唱している。
知られている複製として、最も高く評価されているのは、ロンドンのダリッジ・ピクチャー・ギャラリーに所蔵されている。この作品は以前、誤ってベラスケスの原作であるとみなされていたが、1911年にフアン・バウティスタ・マルティネス・デル・マーソに帰属され、フリック・コレクションにある本作がベラスケスの原作であると特定されるようになったのである。

## 大衆文化で
この絵画 (おそらく確実に複製) は、1941年の映画『マルタの鷹』に登場している。

## 関連作品

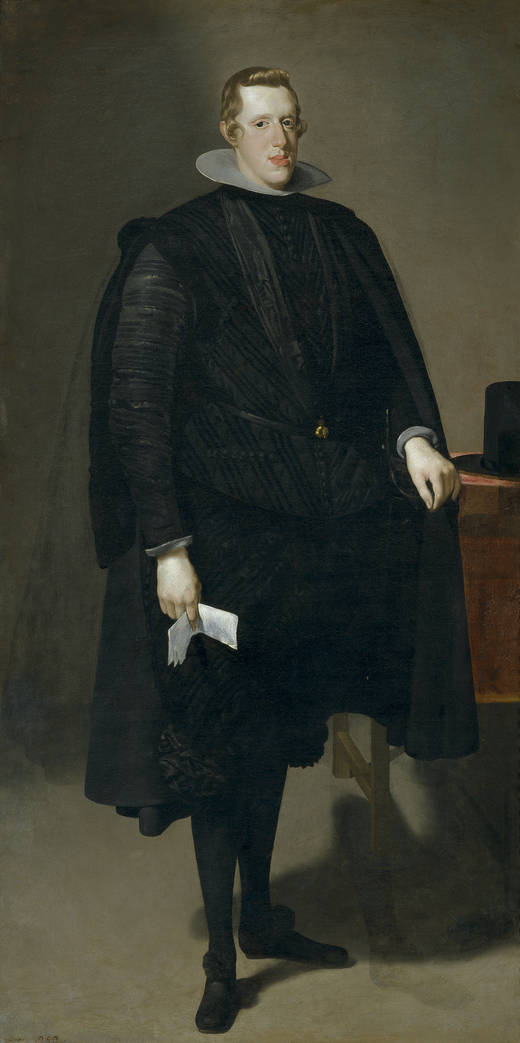
ディエゴ・ベラスケス『フェリペ4世』 (1623年)、プラド美術館
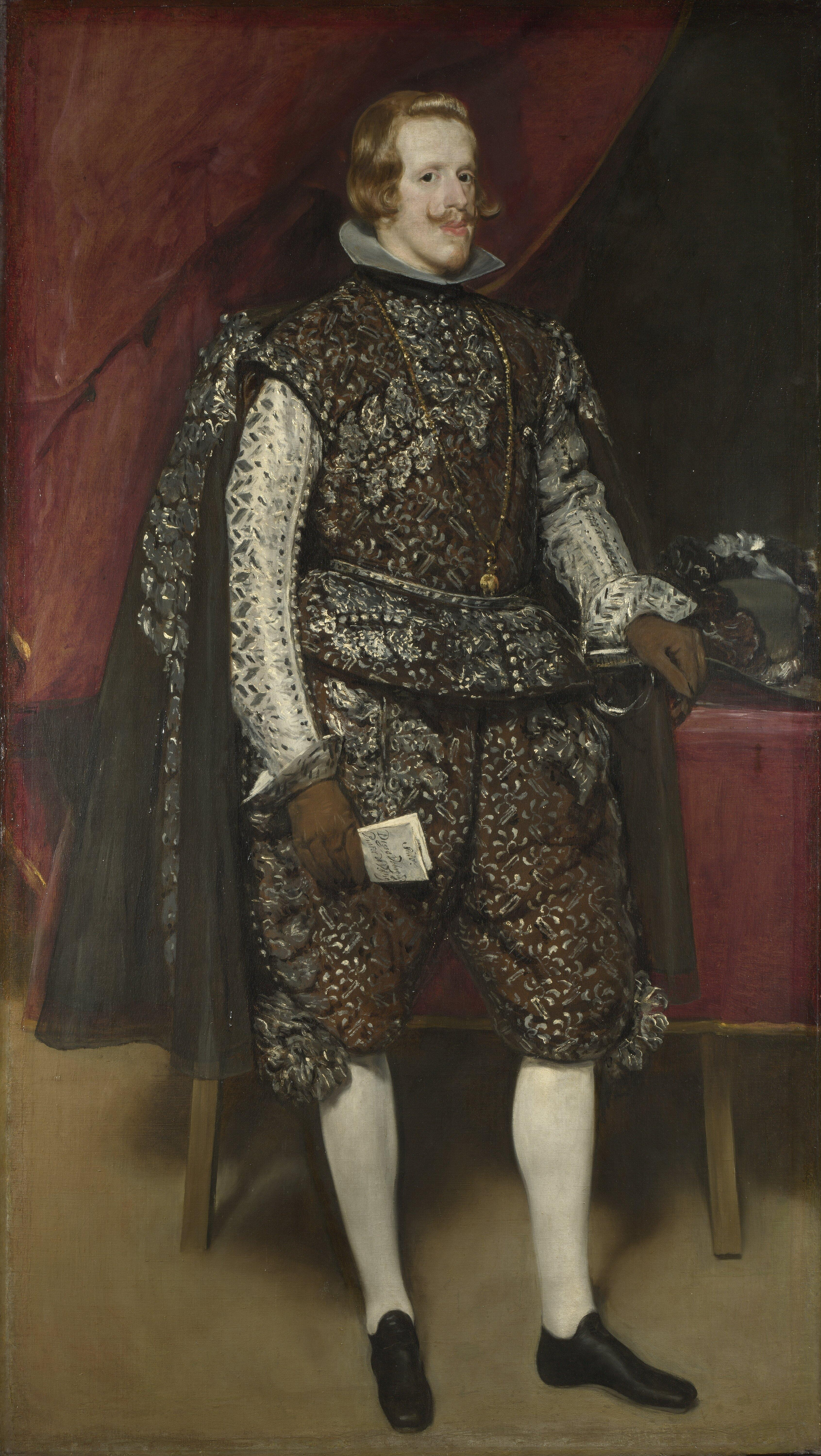
ディエゴ・ベラスケス『茶と銀の装いのフェリペ4世』(1631-1632年)、ナショナル・ギャラリー (ロンドン)
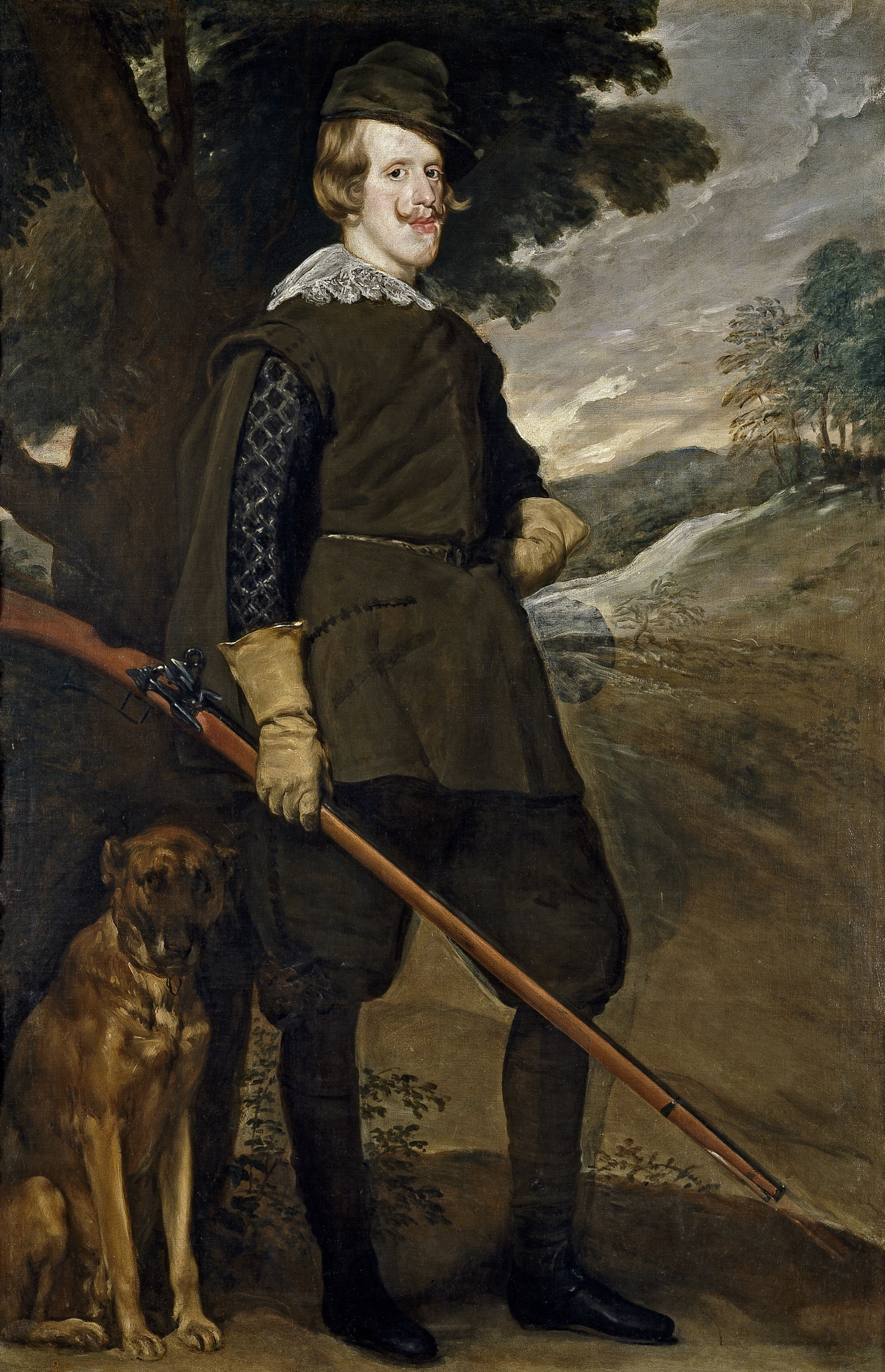
ディエゴ・ベラスケス『狩猟服姿のフェリペ4世』 (1632-1634年)、プラド美術館
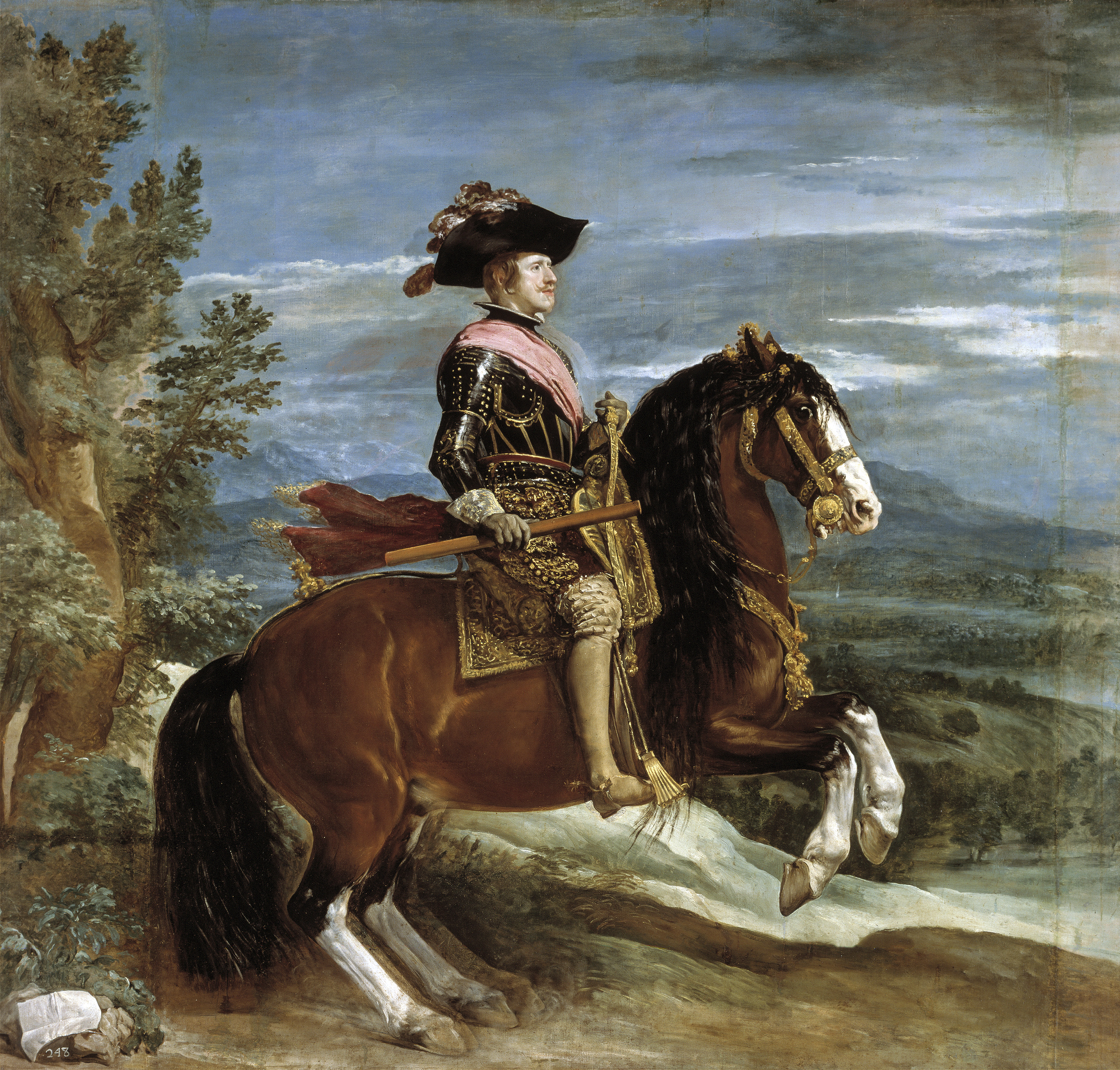
ディエゴ・ベラスケス『フェリペ4世騎馬像』 (1635年ごろ)、プラド美術館
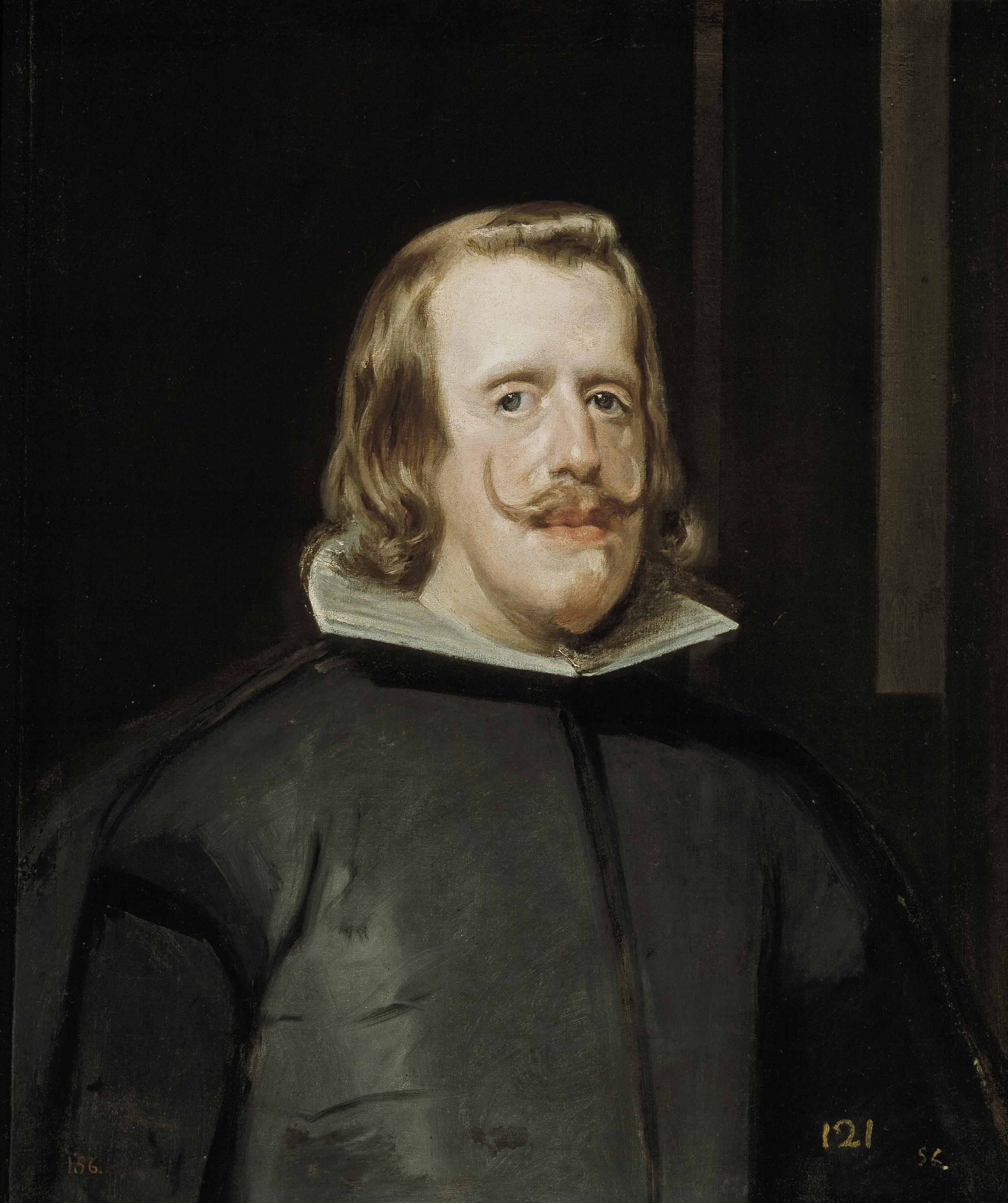
ディエゴ・ベラスケス『フェリペ4世』(1653年)、プラド美術館